# Gauchito Gil

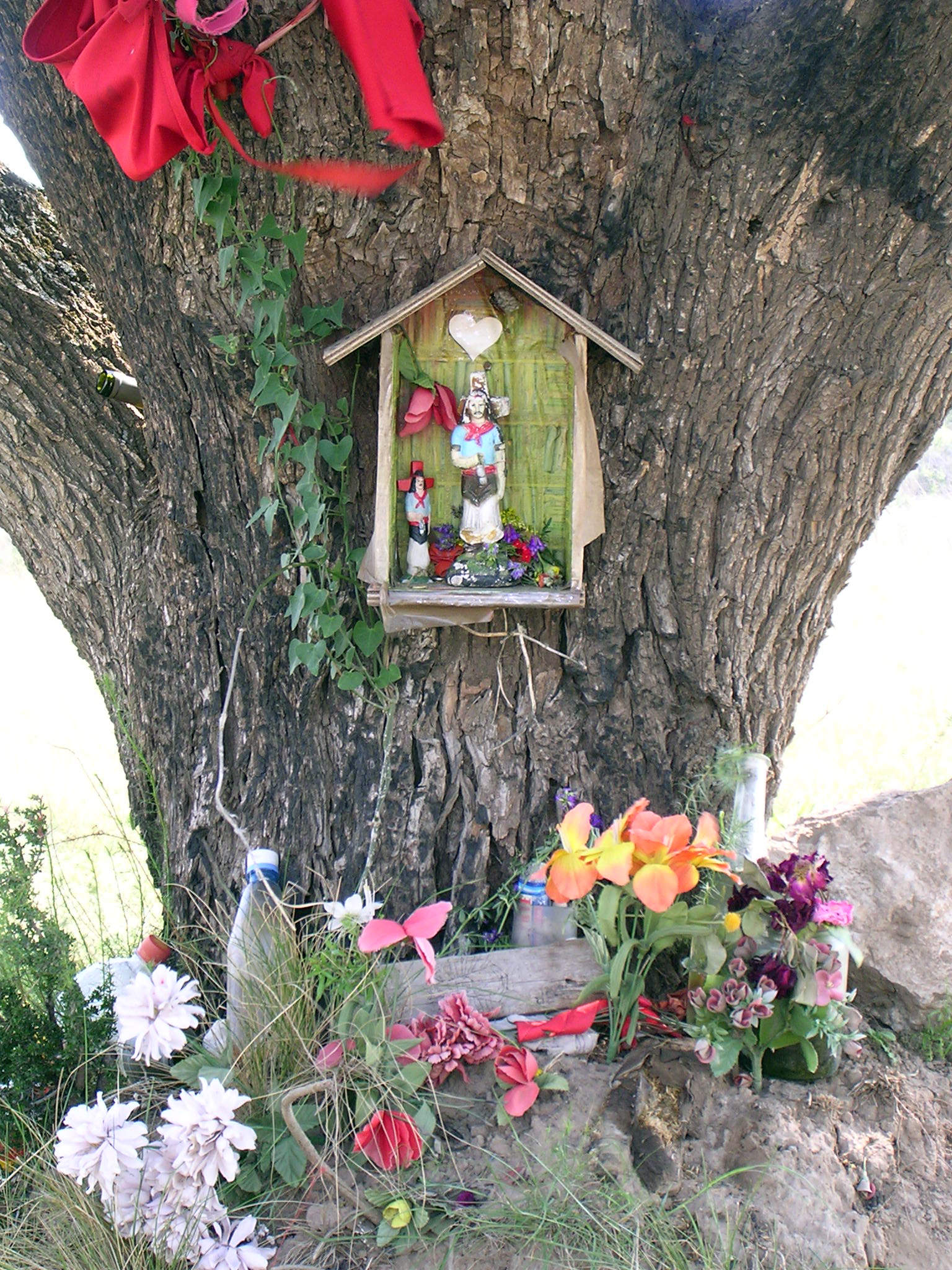

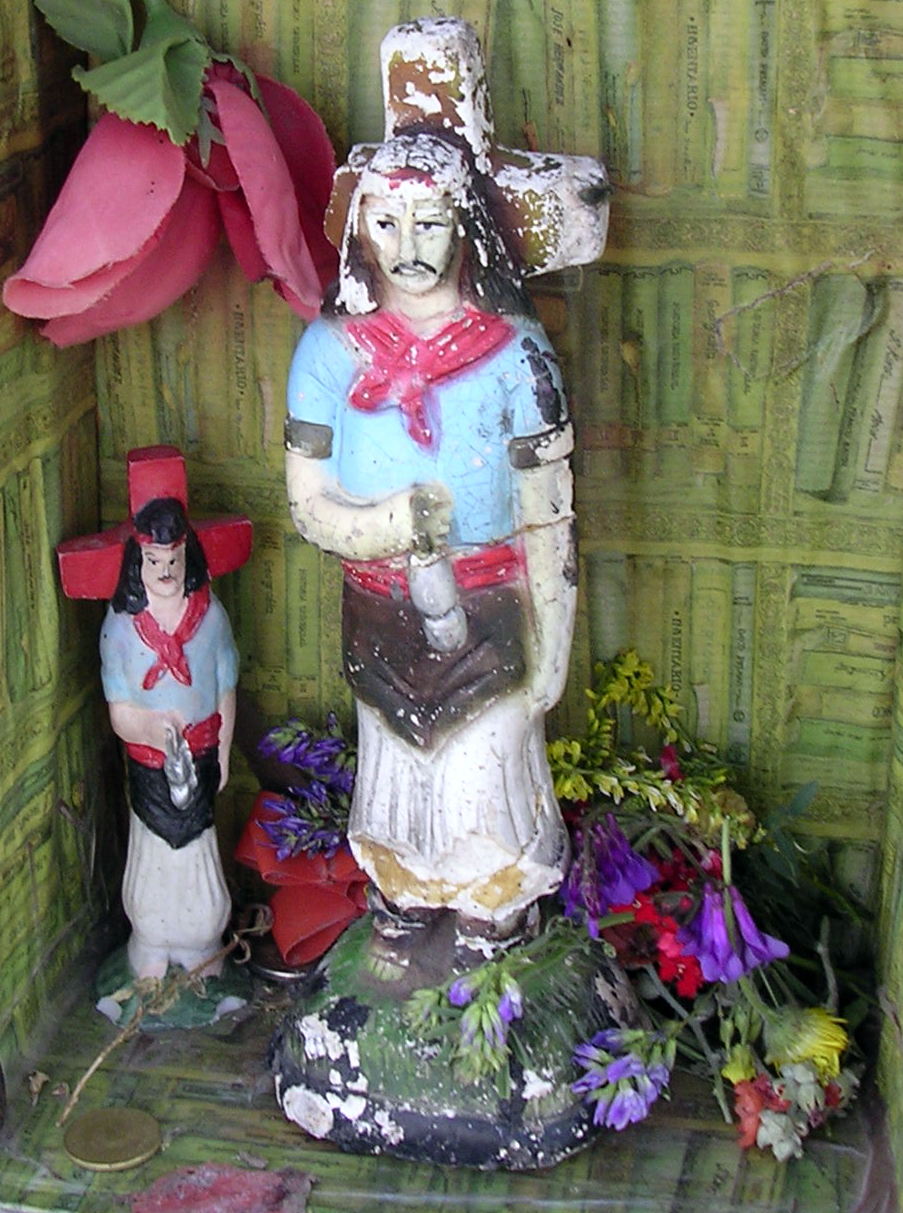

El Gauchito Gil es una figura religiosa, objeto de devoción popular en Argentina. Su base histórica es la persona del gaucho Antonio Mamerto Gil Núñez, de quien se sabe poco con certeza.
No está comprendido en la liturgia oficial católica (se lo considera como "santo popular"), ni en la protestante.
Nació en Pay Ubre, cerca de Mercedes, provincia de Corrientes, alrededor de 1840, y fue asesinado el 8 de enero de 1878 a unos 8 kilómetros de la misma ciudad.

## Historia
Con leves diferencias, hay más de una versión sobre su historia.

### Primera versión
Antonio Gil fue un gaucho rural, que tuvo un romance con la hija de un comandante local. Esto le hizo ganar el odio de los hermanos de la hija del comandante y del jefe de la policía local, quien había cortejado a esa misma mujer. Como consecuencia del peligro que esto implicaba, Gil dejó el área y se alistó para pelear en la Guerra de la Triple Alianza (1864-1870). Luego de regresar, fue reclutado por el Partido Autonomista para pelear en la guerra civil correntina contra el opositor Partido Liberal, pero desertó. Dado que la deserción era delito, fue capturado, colgado de su pie en un árbol de espinillo y degollado. Antes de ser ejecutado, Gil le dijo a su verdugo que debería rezar en nombre de Gil por la vida de su hijo, quien estaba muy enfermo; al principio, el verdugo desconfió de él, pero cuando regresó a su hogar, el verdugo encontró a su hijo casi agonizando; desesperado, el verdugo le rezó a Gil y su hijo sanó milagrosamente. Él le dio al cuerpo de Gil un entierro apropiado, y las personas que se enteraron del milagro construyeron un santuario, que creció hasta hoy.
Se toma la tradición de envolver con banderas rojas o pintar de rojo los santuarios de veneración al Gauchito Gil, dado que es el color que caracteriza al Partido Autonomista en la provincia de Corrientes.

### Segunda versión
Esta versión relata que Gil era un cuatrero que se congració con los pobres. Reclutado para combatir en la Guerra de la Triple Alianza, desertó y fue perseguido. Cuando un comisario estaba a punto de dispararle debajo de un árbol, luego de haber sido capturado por los delitos que había cometido, el Gauchito Gil le dijo: «No me mates, que ya va a llegar la carta de mi inocencia».
El comisario respondió: «Igual no te vas a salvar», y el Gauchito dijo: «Cuando llegue la carta vas a recibir la noticia de que tu hijo está muriendo por causa de una enfermedad; cuando llegués rezá por mí y tu hijo se va a salvar, porque hoy vas a estar derramando la sangre de un inocente». En esa época se creía que invocar la sangre de un inocente era milagroso. Al llegar a su casa en Mercedes, el comisario encontró a su hijo enfermo, rezó por él en nombre del Gauchito Gil y su hijo se curó. El comisario volvió adonde estaba el cuerpo de Gauchito Gil y le pidió perdón.

## Santuario y culto
Actualmente, el santuario construido en un emplazamiento cercano al lugar de su muerte (ubicada a unos 8 kilómetros de la ciudad de Mercedes) recibe cientos de miles de peregrinos cada año, especialmente el 8 de enero, aniversario de la muerte de Gil. Su tumba está en el Cementerio de la Ciudad de Mercedes.
El culto del Gauchito Gil se ha extendido desde la Provincia de Corrientes hacia el resto del país, observándose a lo largo de caminos urbanos y rurales santuarios del Gauchito Gil caracterizados por poseer banderas y cintas rojas.
Fuera de Argentina, hay santuarios en Chile, en la carretera Austral (Región de Aysén); en Uruguay, en la ciudad de Mercedes y en Jaureguiberry, Departamento de Canelones; en las afueras de la ciudad de Barcelona, España, en el km 5,5 de la ruta BP-5002; en Bolivia, en el departamento de Tarija, donde existen varios santuarios; y en la ciudad de Areguá en Paraguay.

## El Gauchito y la Iglesia Católica

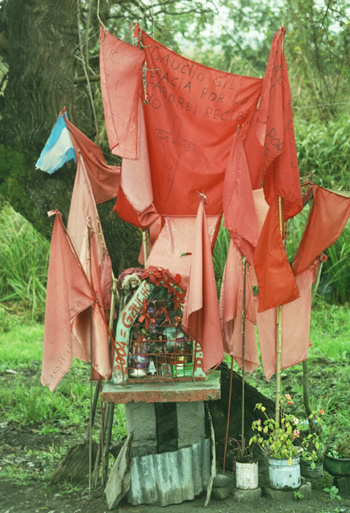
Santuario tradicional al Gauchito Gil al lado de una ruta en Santiago del Estero.

Si bien no se trata de un santo canonizado oficialmente por la Iglesia Católica, sus devotos en su enorme mayoría se reconocen católicos. La estructura que presenta la devoción es compatible con la del culto católico que se da en el catolicismo popular. En América, la evangelización española del pueblo tuvo como resultado un modo de ser cristiano distinto al europeo que la Iglesia hoy reconoce como "catolicismo popular". Hay muchos ejemplos de devociones populares similares a las del Gauchito Gil en otros lugares de América Latina e incluso en el cristianismo europeo de los primeros siglos.

Como puede verse en algunos estudios teológicos, la Iglesia busca la forma de comprender y acompañar ese fenómeno de fe popular. Reconocen muchos elementos cristianos en esta devoción. La entienden como:
"Una historia de libertad, martirio y perdón que está calando cada vez más hondo en el corazón de nuestro pueblo, especialmente entre los pobres y marginados. Son muchos los que a través de esta devoción sienten cada día sus vidas envueltas por el amor misericordioso de Dios. Es de una intensidad difícil de describir la confianza que muchos de sus devotos tienen en el poder de intercesión de Antonio Gil. Quien se decida a poner un oído en el pueblo devoto de este “santo popular”, escuchará historias de fe hecha vida pocas veces oídas con santos más tradicionales".
A diferencia de otros santos populares argentinos, como el caso de San La Muerte, cuya devoción se encuentra estrictamente prohibida por la iglesia, el Gauchito Gil es tolerado por los líderes eclesiásticos. El Papa Francisco, con su propuesta de una Iglesia en salida, fue un propulsor de esta corriente pastoral que busca reconocer la obra de Dios a través de este culto popular que mueve a tantos cristianos. Siendo todavía arzobispo de Buenos Aires, propició la publicación de una novena a la Cruz Gil editada por el obispado de Goya.